# Vasili Zajtsev
Vasili Grigorjevitsj Zajtsev (Russisch: Василий Григорьевич Зайцев, Vasili Grigorjevitsj Zajtsev) (Jelino, 23 maart, 1915 - Kiev, 15 december 1991) was een Sovjet-Russische scherpschutter tijdens de Tweede Wereldoorlog die tussen 10 november en 17 december 1942 in de Slag om Stalingrad 225 soldaten en officieren van de Wehrmacht om het leven bracht. Hij werd hiervoor onderscheiden als Held van de Sovjet-Unie. In de film Enemy at the Gates wordt het verhaal om de Slag om Stalingrad verteld met Zajtsev als hoofdpersonage. De rol van Zajtsev wordt vertolkt door Jude Law.
Zijn beroemde scherpschuttersgeweer, een Mosin-Nagant 91/30, ligt tentoongesteld in het Russisch Historisch Museum in Wolgograd.

## Militaire loopbaan
|              | Краснофлоец, Marine van de Sovjet-Unie: 1937 |
|              | Старшина, Marine van de Sovjet-Unie          |
| Geen insigne | Cта́рший пра́порщик, Marine van de Sovjet-Unie |
|              | Kapitan, Rode Leger                          |

## Decoraties
- Held van de Sovjet-Unie op 22 februari 1943
- Leninorde (2)
- Orde van de Rode Banier (2)
- Orde van de Patriottische Oorlog, der Eerste Klasse
- Medaille voor Moed (Sovjet-Unie en Russische Federatie)
- Jubileumsmedaille voor Militaire Dapperheid ingesteld ter herinnering aan de Honderdste Verjaardag van Vladimir Iljitsj Lenin
- Medaille voor de Verdediging van Stalingrad
- Medaille voor de Overwinning over Duitsland in de Grote Patriottische Oorlog 1941-1945
- Jubileummedaille "Twintig Jaar van de overwinning in de Grote Patriottische Oorlog 1941-1945"
- Jubileummedaille "Dertig Jaar van de overwinning in de Grote Patriottische Oorlog 1941-1945"
- Jubileummedaille "Veertig Jaar van de overwinning in de Grote Patriottische Oorlog 1941-1945"
- Jubileummedaille "30 jaar van Sovjet Leger en Marine"
- Jubileummedaille "40 Jaar Strijdkrachten van de Sovjet-Unie"
- Jubileummedaille "50 Jaar Strijdkrachten van de Sovjet-Unie"
- Jubileummedaille "60 Jaar Strijdkrachten van de Sovjet-Unie"
- Jubileummedaille "70 Jaar Strijdkrachten van de Sovjet-Unie"
- Ereburgerschap van de Heldenstad Wolgograd op 7 mei 1980

## externe link
- (ru) Top Tweede Wereldoorlog sluipschutters.